# 東福寺 (船橋市)
東福寺（とうふくじ）は、千葉県船橋市飯山満にある寺院である。

## 概要
社伝によると江戸時代の開山といわれる。真言宗豊山派の寺院。伝説では、上飯山満村の名主総代をつとめた近藤五兵衛が旗本の木内氏の命を受け東福寺を管理することになり、五兵衛家は代々薬を作っていたことから薬師如来像を本尊として安置していたといわれている。境内には子安塔、六地蔵、天満宮などの石碑がある。明治6年（1873年）飯山満尋常小学校の開校時に仮校舎として本殿が使用された。

## 交通
- 東葉高速鉄道飯山満駅から徒歩6分
- 京成松戸線前原駅から徒歩20分